# Evropské sdružení studentů práva
Evropské sdružení studentů práva (zkráceně ELSA z angl. The European Law Students' Association) je mezinárodní, nezávislá, nepolitická a nezisková organizace studentů práva se sídlem v Bruselu. ELSA byla založena v roce 1981 a v současné době je se svými 69 000 členy největším nezávislým sdružením studentů práva a mladých právníků na světě.

## Historie
ELSA byla založena 4. května 1981 ve Vídni pěti studenty z Maďarska, Polska, Rakouska a Západního Německa. Důvodem byla podpora vzájemných vztahů a zlepšování porozumění mezi studenty práva na obou stranách železné opony.
V prvních letech organizace expandovala především do severských zemí Evropy, kde se zároveň konaly i první mezinárodní sněmy (International Council Meeting) v Kodani a Helsinkách. V roce 1986 bylo součástí sdružení již 9 členských zemí a začala se formovat vlastní struktura organizace, tzn. Výbor ELSA International složený ze třech místopředsedů. Každý z nich měl na starosti určený okruh působnosti. Zároveň postupně docházelo k rozlišení jednotlivých aktivit a vzniku dnešních sekcí. Nejdůležitější z nich – Short-Term Exchange Programme (dnešní Student Trainee Exchange Programme) – vyslala v letech 1984 a 1985 prvních 13 studentů z 8 různých zemí do Kanady na výměnné stáže.
Po pádu železné opony vzrostl na počátku 90. let počet členských skupin a pozorovatelů ELSA na 30. Mezinárodních sněmů se zúčastnilo až 200 členů z 15 zemí, přičemž zahraničních stáží v rámci sekce STEP využilo až 100 studentů ročně. V té době také navázala ELSA kontakty s organizací ILSA (International Law Students Association) a dalšími sdruženími studentů práva. Vzhledem k neustálému rozšiřování členské základny již přestaly organizačně vyhovovat dosavadní dva mezinárodní sněmy ročně. Proto se od roku 1990 konají také dva meetingy prezidentů národních výborů (International Presidents' Meeting) za rok.
V roce 1995 si ELSA International dlouhodobě pronajala dům v Bruselu, kde se nachází kanceláře a archivy. Zároveň členové mezinárodního výboru využívají ELSA House jako své bydliště. V témže roce pak byly spuštěny první oficiální webové stránky organizace.
Od přelomu tisíciletí se ELSA soustředí především na upevnění a zajištění vztahů uvnitř organizace. Po více než třiceti letech existence působí ELSA ve 43 zemích, kde přibližně 240 lokálních skupin sdružuje 43 000 studentů práva.

## Poslání
Organizace si od počátku klade za hlavní cíl prohloubení a zlepšování vztahů mezi studenty práva. Proto jsou u členů ELSA předpokládané vlastnosti, jako rozvinutá tolerance, přehled o mezinárodním dění či pochopení kulturních rozdílností. V kombinaci s univerzitním vzděláním a hodnotami, které student během studia získá, připravuje ELSA své členy na budoucí profesionální kariéru, a to především v nadnárodním prostředí. V říjnu 1992 byla v Bruselu přijata oficiální vize vyjadřující filozofii a podstatu celé organizace: „Spravedlivý svět respektující lidskou důstojnost a kulturní rozmanitost.“
Účel
„Přispívat k právnímu vzdělávání, zlepšovat vzájemné porozumění a propagovat společenskou odpovědnost studentů práva a mladých právníků.“
Prostředky
- „Poskytnout studentům práva a mladým právníkům možnost poznávat jiné kultury a právní systémy v duchu kritického dialogu a vědecké spolupráce.“
- „Pomáhat studentům práva a mladým právníkům získávat mezinárodní rozhled a profesionální schopnosti.“
- „Povzbuzovat studenty práva a mladé právníky v jednání pro dobro společnosti.“

V souladu s těmito tezemi se ve druhé polovině 90. let ELSA aktivně angažovala v oblasti lidských práv a začala spolupracovat s OSN či Radou Evropy. V této době vznikly projekty a konference mezinárodního významu, které se zabývaly například válečnou situací v Bosně a Hercegovině či Mezinárodním trestním tribunálem pro Rwandu. V roce 1998 pak ELSA vyslala nejpočetnější delegaci (přes 80 studentů a mladých právníků) ze všech akreditovaných organizací na mezinárodní konferenci OSN do Itálie, kde byl přijat Římský statut Mezinárodního trestního soudu, na základě kterého vznikl Mezinárodní trestní soud.

## Vztahy s mezinárodními institucemi
Během své existence navázala ELSA vztahy s různými významnými institucemi, kam pravidelně vysílá z řad svých členů delegáty jako své reprezentanty. Nejvíce rozšířená je spolupráce s orgány OSN. V roce 1994 byl ELSA udělen poradní status v Organizaci OSN pro výchovu, vědu a kulturu (UNESCO), podobný status získala ELSA v roce 1997 v Ekonomické a sociální radě OSN (ECOSOC) a pravidelně je zvána i na zasedání Komise OSN pro mezinárodní obchodní právo (UNCITRAL).
Od roku 2000 spolupracuje ELSA s Radou Evropy, která se také stala v roce 2008 hlavním partnerem sdružení v oblasti lidských práv. V rámci aktivní ochrany lidských práv vysílá ELSA své delegáty i na Úřad Vysokého komisaře OSN pro uprchlíky (UNHCR).
Kromě toho také uzavřela ELSA partnerství s jinými studentskými organizacemi po celém světě, jako je například Asian Law Students' Association (ALSA) či Israeli Law Students Association.

## Činnost
Činnost ELSA lze rozdělit do třech základních oblastí (tzv. key areas):
Akademické Aktivity (Academic Activities – AA)
- spojení teorie a praxe ve formě simulovaných soudních sporů (moot courts)
- soutěže v psaní esejí a vědeckých prací
- teambuilding, společenské akce spojené se studiem

Semináře & Konference (Seminars & Conferences – S&C)
- zvyšování povědomí o aktuálních právních, sociálních a ekonomických tématech
- pořádání přednášek, panelových diskuzí, letních škol, právních debat
- Study Visits – návštěvy zahraničních lokálních skupin ELSA

Professional Development (PD)
- program pracovních stáží poskytující bezprostřední praxi v jakémkoli právním prostředí – od advokátních kanceláří přes soudy a banky až po mezinárodní organizace

Mimo to existují v rámci ELSA organizace také čtyři podpůrné sekce (tzv. supporting areas).

## ELSA International
Primárním úkolem ELSA International je koordinace činností a projektů členských národních skupin. Tým ELSA International se skládá z členů Výboru ELSA International, Direktorů a Asistentů.
Výbor ELSA International (The International Board of ELSA) funguje jako výkonný orgán celé organizace. Jeho členové jsou voleni na jarním Mezinárodním sněmu na jeden rok. Výbor je zodpovědný za fungování sdružení jako celku, a to včetně podpory členských národních i lokálních skupin. Navazuje a rozvíjí vztahy s mezinárodními organizacemi a institucemi, vládami, nadnárodními advokátními kancelářemi a dalšími společnostmi po celé Evropě. Od roku 2012 má Výbor ELSA International osm členů, kteří obvykle pracují na plný úvazek a trvale žijí v bruselském ELSA House.
Direktoři a Asistenti pak spolupracují s jednotlivými členy Výboru na konkrétních projektech.
Předchozí členové ELSA Česká republika, kterí byli zvolení do výboru ELSA International:
- 2015/2016 - Marek Škultéty (Treasurer);
- 2017/2018 - Aneta Korcová (Vice President in charge of Student Trainee Exchange Programme);
- 2019/2020 - Jakub Kačerek (Vice President in charge of ELSA Moot Court Competitions);
- 2023/2024 - Adéla Chloupková (Treasurer); a
- 2025/2026 - Lucie Nováková (Secretary General).

## ELSA Network
Struktura celé „sítě“ funguje na třech úrovních:
1. lokální skupiny (Local Groups) – působí na jednotlivých fakultách či univerzitách
2. národní skupiny (National Groups) – sdružuje lokální skupiny v každém státě
3. ELSA International – nejvyšší článek organizace
Každou skupinu (lokální, národní, mezinárodní) řídí Výbor (Board), který je volen vždy na jeden rok. Počet členů jednotlivých výborů se může u každé skupiny lišit, nicméně obvykle se aplikuje struktura uplatněná ve Výboru ELSA International:
- Prezident (President)
- Tajemník (Secretary General)
- Pokladník (Treasurer)
- Viceprezident pro Marketing (Vice President in charge of Marketing)
- Viceprezident pro Akademické Aktivity (Vice President in charge of Academic Activities)
- Viceprezident pro Professional Development (Vice President in charge of Professional Development)
- Viceprezident pro Semináře & Konference (Vice President in charge of Seminars & Conferences)

Členské státy ELSA (v závorce počet lokálních skupin):
| | |
| - Albánie (bez lokálních skupin) - Ázerbájdžán (5) - Belgie (5) - Bělorusko (bez lokálních skupin) - Bosna a Hercegovina (3) - Bulharsko (1) - Česko (4) - Černá Hora (bez lokálních skupin) - Dánsko (4) - Estonsko (2) - Finsko (4) - Francie (5) - Gruzie (3) - Chorvatsko (4) - Irsko (4) - Island (bez lokálních skupin) - Itálie (30) - Kypr (bez lokálních skupin) - Litva (3) - Lotyšsko (bez lokálních skupin) - Lucembursko (bez lokálních skupin) | - Maďarsko (3) - Malta (bez lokálních skupin) - Německo (42) - Nizozemsko (7) - Norsko (3) - Polsko (16) - Portugalsko (9) - Rakousko (6) - Rumunsko (12) - Řecko (3) - Severní Makedonie (bez lokálních skupin) - Slovensko (5) - Slovinsko (3) - Spojené království (14) - Srbsko (2) - Španělsko (9) - Švédsko (8) - Švýcarsko (9) - Turecko (4) - Ukrajina (10) |

## ELSA v České republice

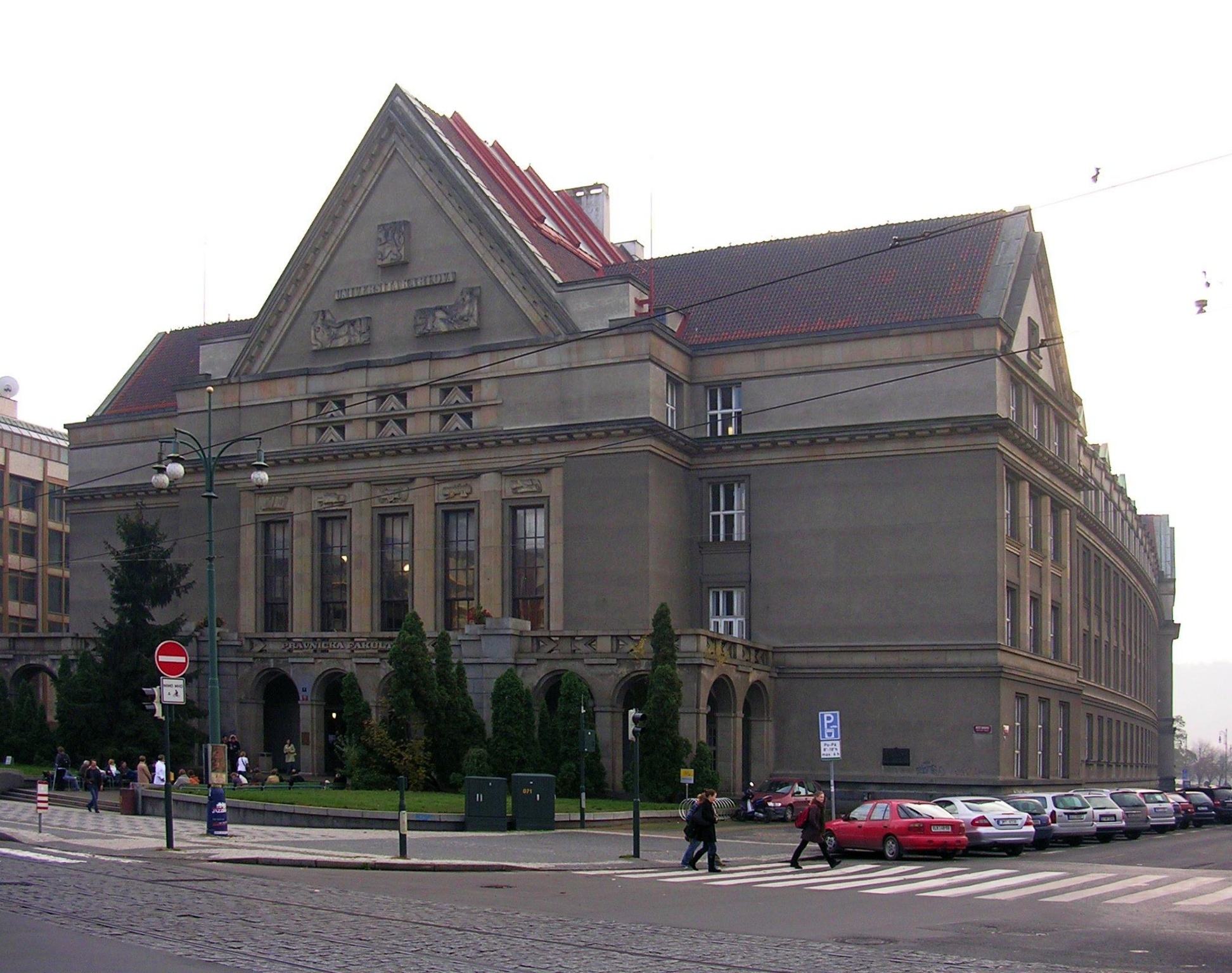
Právnická fakulta UK - sídlo ELSA Česká republika a ELSA Praha.

ELSA Česká republika jako národní skupina začala na území České republiky působit v roce 1990 a své členy sdružuje ve 4 lokálních skupinách:
- ELSA Praha – Právnická fakulta Univerzity Karlovy
- ELSA Brno – Právnická fakulta Masarykovy univerzity
- ELSA Plzeň – Právnická fakulta Západočeské univerzity
- ELSA Olomouc – Právnická fakulta Univerzity Palackého

Jednotlivé lokální skupiny jsou registrovány jako občanská sdružení.
Výkonným orgánem ELSA Česká republika je Výbor ELSA ČR, jehož členové jsou voleni na jeden rok na jarním Národním sněmu. Sídlo celorepublikového výboru je na Právnické fakultě Univerzity Karlovy v Praze.